# 在华尼泊尔人
在华尼泊尔人，是指居住在中国的尼泊尔移民、尼泊尔籍人士和有尼泊尔血统的中国公民。

## 西藏

### 历史

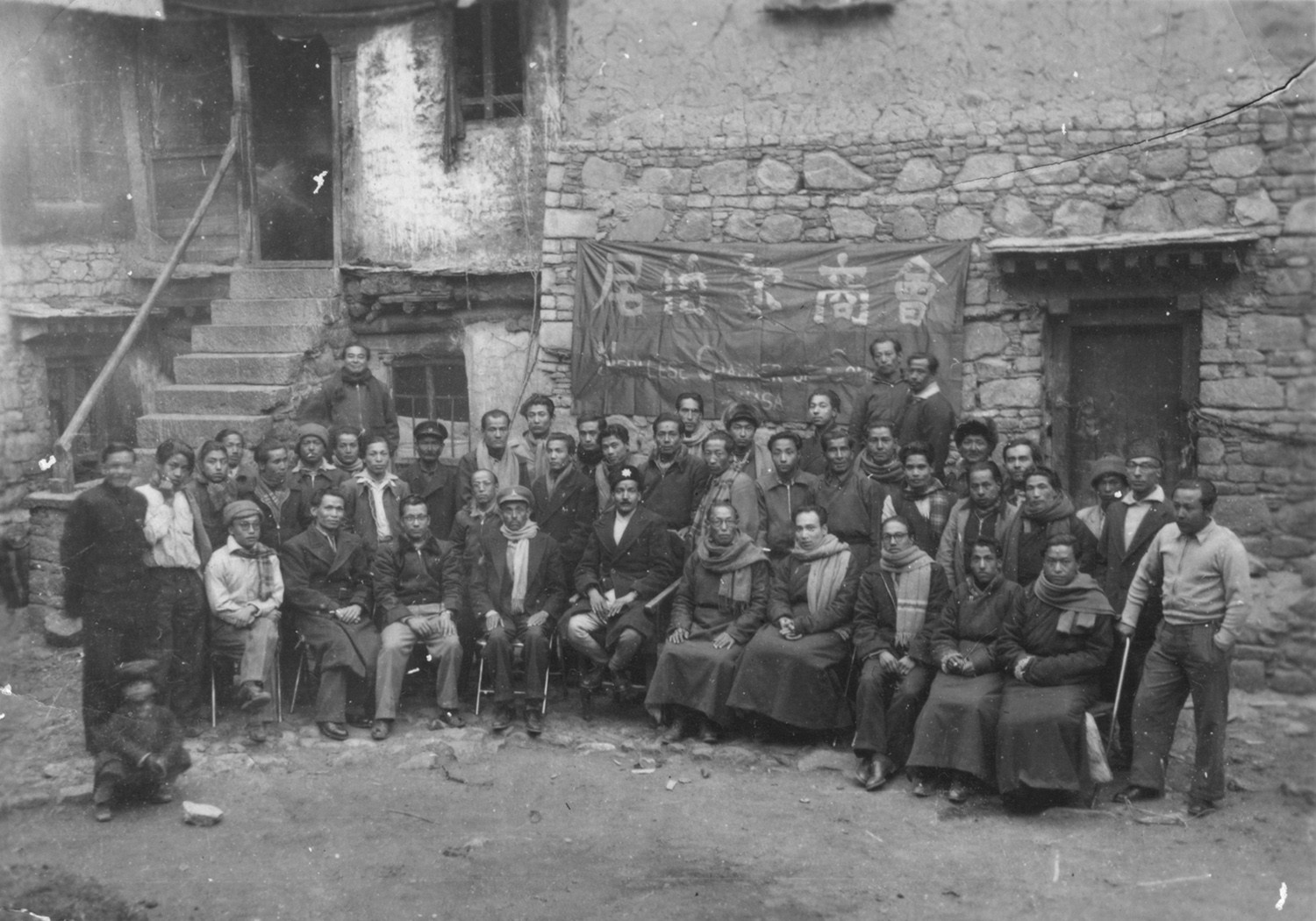
尼泊尔商会，1955年，拉萨

首先到达西藏的尼泊尔人是尼瓦尔商人。在马拉王朝前期（1100年-1480年），有尼瓦尔人活动范围扩张的证据出现。经胡姆拉、木斯塘、卡萨、吉隆和瓦隆琼果拉(Olangchung Gola)到达西藏的贸易路线引导了南北关系。在沙阿王朝征服尼瓦尔后，普利特维·纳拉扬·沙阿切断经过加德满都的路线，剥夺了马拉国王的收入，打击了尼瓦尔商人的商业活动。英国侵藏战争后，英国人开辟了由噶伦堡到西藏的更短贸易路线，到1908年，尼瓦尔商人失去了在拉萨的贸易优势地位。
为了有效地在西藏进行贸易，部分尼瓦尔人开始在西藏的主要城市拉萨、日喀则、江孜等地生活。随着时间的推移，这部分人学会了说藏语，参加以佛教为中心的文化活动，也有很多人娶了藏族女人为妻。1943年，拉萨的尼泊尔商人成立了尼泊尔商会，以促进贸易、协调其成员为他们的商品统一价格以及游说政府制定商业友好政策等为目的。

### 现在
拉萨的尼泊尔族裔社区包括两个突出的群体：尼泊尔商人后代和在旅馆或餐厅工作的持短期工作签证的尼泊尔人。根据领事统计，这些人数少于100人的尼泊尔餐饮工作人员由于其非亚洲美食的烹饪技术受到了拉萨酒店业者的赞赏。
拉萨的一些知名旅馆的所有者是尼泊尔族藏族混血家庭，这些家庭被当地藏民称为卡扎拉，意为“混种”。有些家庭在西藏生活超过了300年，现在他们说汉语、藏语、尼瓦尔语和尼泊尔语。虽然很多孩子在当地的汉语学校上学， 尼泊尔家庭也会选择将他们的孩子送到拉萨廓尔喀小学上学，这所学校有60多年的历史，有两名尼泊尔教师，教师的工资由尼泊尔政府支付。

## 香港
尼泊尔人占香港总人口的约0.5%。他们作为英国陆军廓尔喀旅的士兵及其家属自20世纪70年代开始来到香港，这些廓尔喀士兵的主要职责是打击非法移民和保护当地居民。他们中的大多数生活在威菲路军营和石岗军营。1997年6月30日之后，英国政府从香港撤离，廓尔喀旅解散。这些廓尔喀人被允许留在香港继续生活。
在香港，有超过40家由尼泊尔人成立的非政府组织，这些社会组织得到了政府的许可。 南方联盟组织（The Southern League Organization） 和香港廓尔喀（尼泊尔）协会是这组织中规模最大的两个组织。

## 其它地区

### 广东
在广州的尼泊尔人大都是来自尼泊尔的留学生与贸易商由于近几年居住在昆明和香港的尼泊尔人开始向广州移居，广州的尼泊尔人数急剧飙升，中国的非居民尼泊尔人（The Non-Resident Nepalis，NRN）协会已经请求中国政府在广州开设一个总领事馆办公室。

### 云南
大理市的大理大学吸引了想要学习医学课程的尼泊尔学生。从2005年开始，就有尼泊尔医学生在此就读。在此期间，只有两名学生被录取，但最近尼泊尔医学生的总人数已上升至175名。

## 著名人物
- 阿克拜尔·古力特：模特，前尼泊尔王室成员，中尼混血儿，被尊称为“尼泊尔公主”[10]